# 12010 Kovarov
12010 Kovarov este o planetă minoră (asteroid) din centura de asteroizi. A fost descoperită pe 18 octombrie 1996 la Observatorul Kleť de Jana Tichá⁠(d) și a fost numită după Kovářov⁠(d). 
Obiectul prezintă o orbită caracterizată de o semiaxă mare de 2,2243996 UAi, o excentricitate de 0,14, o înclinație de 4,79439 ° în raport cu ecliptica.